# Portland Railway, Light and Power Company
A Portland Railway, Light and Power Company az Oregon állambeli Portlandben 1906 és 1924 között működő vasúttársaság és áramszolgáltató volt.

## Történet
1905 és 1906 során a Portland Railway Company, Oregon Water, Power and Railway Company és Portland General Electric Company vállalatokat egyesítették, így június 28-án létrejött a Portland Railway, Light and Power Company. Az összeolvadások után 320 kilométernyi vasúti pálya és 375 darab villamos került egyetlen cég tulajdonába; a cég lett Portland és a város környékének egyetlen villamosüzemeltetője, valamint jogelődeik tevékenységét folytatva továbbra is szolgáltattak villamos energiát. Az 1930-as és 1940-es évekbeli átszervezések után a Portland General Electric energiaszolgáltató kivált az anyacégből.
A cég vasútvonalai normál nyomtávúak, ez alól kivételek a Washington állambeli Vancouver villamospályái, amelyek 1067 mm szélességűek. 1908 decemberében a település délkeleti részein futó járatok pályáját normál (1435 mm) nyomtávolságúra építették át, így a közelebbi Sellwood remízben végezhették a villamosok szervizelését is.
1910-re a 15 millió dolláros vagyonnal rendelkező holding 43 leányvállalatot tudhatott magáénak, amelyek nagy részéhez támogatás formájában jutott hozzá, emellett monopolhelyzete miatt a Sherman antitröszt-rendelet is vonatkozott rá.  A vállalat biztonsági berendezéseket (például villamosok életmentő keretei) csak külső nyomás hatására telepített. Később több közlekedési lámpát is felszereltek, de az önkormányzat kifogásolta, hogy ezek üzemeltetési költségeit rájuk terhelték.
1924. április 26-án a vállalatot Portland Electric Power Companyre nevezték át.
A cég két garázsa is szerepel a Történelmi Helyek Nemzeti Jegyzékében: a West Ankeny E szárnya 1978-ban, míg a Sellwood Division Carbarn Office and Clubhouse 2002-ben került fel a listára; továbbá 2011-ben az 1911-ben épült estecadai River Mill Hydroelectric Project vízművet is felvették a jegyzékbe.

## Fordítás
- Ez a szócikk részben vagy egészben  a   Portland Railway, Light and Power Company című angol Wikipédia-szócikk ezen változatának fordításán alapul.  Az eredeti cikk szerkesztőit annak laptörténete sorolja fel. Ez a jelzés csupán a megfogalmazás eredetét és a szerzői jogokat jelzi, nem szolgál a cikkben szereplő információk forrásmegjelöléseként.